# Divine Gates Part 1: Gate of Hell
Divine Gates Part 1: Gate Of Hell — третий полноформатный студийный альбом группы Skylark, выпущенный в 1999 году лейблом Underground Symphony.

## Об альбоме

### Концепция
Альбом является первой частью дилогии Divine Gates, в 2000 году продолженной и законченной релизом Divine Gates Part 2: Gate of Heaven. Сама же дилогия является первой частью более обширной трилогии, при этом вторая часть которой уже была выпущена двумя годами ранее и получила название Dragon's Secrets, а третья и заключительная вышла в 2001 году и получила название The Princess' Day.

### Запись
Запись альбома производилась в 1999 году в течение двух месяцев студии Zenith Recordings. При этом писались сразу две части дилогии, а некоторые композиции для данного альбома были написаны ещё в 1997 году, когда Эдди Антониони писал материал для Dragon's Secrets (таковой, например, является Why Did You Killed the Princess).

#### Приглашённые музыканты
Для записи альбома Эдди Антониони пригласил нескольких гостевых участников, среди которых Фолько Орландини (Time Machine и Mesmerize) исполнил вокальные партии одного из персонажей концептуальной истории альбома, Роб Тайрант (Labyrinth) также спел некоторые партии, а Олаф Торсен (также Labyrinth) сыграл практически все гитарные партии альбома (это объясняется молодостью и неопытностью их гитариста Фабрицио Романи).

### Музыка
Музыка альбома представляет собой симфонический прогрессив пауэр-метал с сильным влиянием классики и, по словам клавишника Эдди Антониони, не стал чем-то новым для группы.

### Лирика
Лирика альбома складывается в концептуальное повествование и рассказывает о борьбе добра со злом, о противостоянии армий Бога и Дьявола. Однако, по словам Эдди Антониони, не следует рассматривать лирику альбома с религиозной точки зрения, ибо она скорее несёт философский смысл.

## Список композиций
1. Intro 00:44
2. Welcome 07:00
3. The Triumph 09:08
4. Belzebù 08:11
5. The Last Question 03:51
6. Earthquake 01:42
7. I Can't Find Love Tonight 02:15
8. Satan Arise 02:43
9. Why Did You Killed the Princess 06:02
10. Lift for the Sky 01:06
11. Dance of Stars 06:51

## Участники записи
- Фабио Доццо - вокал
- Фабрицио "Пота" Романи - гитара
- Нико Тордини - гитара
- Роберто "Бродо" Потенти - бас
- Федерико Риа - ударные
- Эдди Антониони - клавишные